# Loxostigma brevipetiolatum
Loxostigma brevipetiolatum är en tvåhjärtbladig växtart som beskrevs av Wen Tsai Wang och K.Y. Pan. Loxostigma brevipetiolatum ingår i släktet Loxostigma och familjen Gesneriaceae. Inga underarter finns listade i Catalogue of Life.